# Spree
Spree (sorbisk Sprjewja) er en tysk flod, som løber gennem byerne Löbau, Bautzen, Spremberg, Cottbus, Lübbenau, Lübben, Erkner og Berlin. Den er en biflod til Havel, der danner en sø ved Grunewald.
Navnet forklares som "den sprudlende".
Under sit løb gennem Berlin har floden dannet en lav ø, Spreeinsel (Spree-øen), som i dag er hjemsted for Berliner Dom, samt en række af Berlins største museer, bygget på Spree-øens  nordlige del, som betegnes Museumsinsel (= Museumsøen). 
Museumsøen med museerne Pergamonmuseet, Altes Museum, Neues Museum, Alte Nationalgalerie og Bodemuseum er optaget på UNESCOs Verdensarvsliste.
- Sprees floddelta i Berlins forstad Spandau, hvor den munder ud i floden Havel.
- Spreebogen i Berlins bydel Moabit.
- Et af Sprees tre udspring på bjerget Kottmar i Lausitzer Bergland.
- Spreewald, 30 kilometer fra Cottbus.
- Panorama fra Alte Wasserkunst i Bautzen.